# 2023年塞拉利昂政變陰謀
塞拉利昂政府，在2023年7月31日逮捕了人數不詳的士兵和平民，據稱他們計劃於10月1日至2日在塞拉利昂發動針對朱利葉斯·馬達·比奧政府的政變。雖然沒有明確使用「政變」一詞。
在8月8日政府確認拘捕了19人，包括十四個現役武裝部隊成員，塞拉利昂警察的兩名警官、一名退休的員警總警司和另外兩人，他們都被指控犯有“顛覆國家政權罪”。此外，五名軍官和三名員警被簽發了搜查和逮捕令。
被捕的退休總警司穆罕默德·耶提·圖拉爾在8月5日拘留在利比里亞，應塞拉里昂政府的要求。法院准予引渡。被捕的十四名武裝部隊軍官有八名中級軍官和六名士官，但沒有透露具體軍銜。
政府沒有提供更多被捕者的姓名和資訊，這一事實導致比奧政府的批評者得出結論:沒有陰謀，這是鎮壓反對派的藉口，因反對派拒絕接受選舉結果。
8月15日，政府公開被捕人的姓名和樣貌，其中包括軍警人員和平民，他們被通緝，罪名是「陰謀犯下顛覆罪」。